# Chlamydiae-Verrucomicrobia
Chlamydiae-Verrucomicrobia — надтип бактерій, що об'єднує три типи із спільним походженням — Хламідії (Chlamydiae), Lentisphaerae та Verrucomicrobia. Представники групи здебільш паразити або симбіонти еукаріотичних клітин.